# Opstand der dingen
Opstand der dingen is een hoorspel van Henryk Bardijewski. Der Abflug werd op 3 juli 1971 door de Westdeutscher Rundfunk uitgezonden. Marie-Sophie Nathusius vertaalde het en de TROS zond het uit op woensdag 8 januari 1975. De regisseur was Rob Geraerds. Het hoorspel duurde 38 minuten.

## Rolbezetting
- Eva Janssen (Ada)
- Huib Orizand (Edward, Ada’s oom)
- Gerard de Groot (Antoni)
- Guus Hoes (Jerzy, Antoni’s handlanger)
- Sacco van der Made (chef)
- Bep Dekker (Orlanska, kapitein van de Kommandantur)
- Tineke van Leer (Zuza, haar vriendin)
- Tonny Foletta (Tomil, sergeant)

## Inhoud
Deze originele satire heeft het gemunt op het met consumptiegoederen bedreven fetisjisme. Wanneer aan gebruiksvoorwerpen in het leven van de mensen een plaats wordt ingeruimd die alleen aan de mens zou moeten toebehoren, is het niet verwonderlijk dat deze voorwerpen zich zelfstandig maken en zich onttrekken aan de ongewenste inbeslagname door de mens. In de woning van een jonge vrouw dringen inbrekers binnen, maar ze worden verrast en vluchten. Als de vrouw het verlies van haar kostbare wandklok meldt, stelt men vast dat alle klokken verdwenen zijn, behalve die die stilgevallen waren. Niemand in de stad weet nog, hoe laat het is. Af en toe ziet men klokken als vogels over de stad trekken. En nauwelijks is er een einde gekomen aan het gespook of er worden nieuwe fantastische gebeurtenissen gemeld…